# Olios greeni
Olios greeni is een spinnensoort uit de familie van de jachtkrabspinnen (Sparassidae).
De wetenschappelijke naam van de soort werd in 1901 als Sparassus greeni gepubliceerd door Reginald Innes Pocock.